# Mehou
Mehou était l'un des vizirs du pharaon Pépi Ier de la VIe dynastie. Il entame sa carrière sous le règne d'Ounas et franchit les différentes étapes de l'administration royale recevant les plus prestigieux titres qualifiant les plus importantes fonctions du gouvernement sous le règne de Téti, et achève donc cette ascension « royale » par la haute charge de vizir.
Parmi les quarante-huit titres les plus prestigieux de Mehou, outre celui de vizir, figurent les titres de « Chef des juges », de « Chancelier de Basse-Égypte », de « Gouverneur de Haute-Égypte » et de « Gardien du Diadème ».
Ces titres se trouvent non seulement au-dessous de la porte d’entrée de sa tombe, mais aussi sur les murs intérieurs.
Il épouse en premières noces la princesse Ikou, et a également deux autres épouses, Nébet et Néfretkaous.

## Sépulture
Son mastaba a été retrouvé dans la nécropole de Saqqarah au nord-est de la chaussée de la pyramide d'Ounas. Située à six mètres au sud du mur du complexe funéraire de Djéser, la tombe du vizir Mehou est l'une des plus splendides de la nécropole de Saqqarah.
Cette tombe renferme six salles dont trois chambres funéraires, celle de Mehou, de son fils Meri-rê-ânkh et de son petit-fils Hétep Ka II qui vivait sous le règne de Pépi II.
Meri-rê-ânkh a vingt-trois titres, gravés sur les parois de sa chambre et de son sarcophage, et dont le plus important est « chef de la pyramide de Pépi, gouverneur de Bouto et surveillant des ouvriers ».
Hétep Ka II a gravé sur la fausse porte de sa chambre ses dix titres parmi lesquels figurent ceux de « chef des juges », de prince, de « directeur du palais » et de « gardien des sceaux du roi ».
Le couloir menant aux stèles fausses-portes est décoré de scènes de la vie agricole et de scènes de pêche ; de nombreux tableaux ont conservé leurs couleurs, certains représentent des scènes de chant et de danses.  
|                    | Mehou                                                                    |  |
| ------------------ | ------------------------------------------------------------------------ |  |
| Type               | mastaba                                                                  |  |
|                    |                                                                          |  |
| Emplacement        | entre le complexe funéraire de Djéser et la nécropole d'Ounas à Saqqarah |  |
| Date de découverte | 1939/1940                                                                |  |
| Découvreur         |                                                                          |  |
| Fouilles           |                                                                          |  |
| Objets découverts  | stèles fausse porte                                                      |  |